# USS Gyatt (DD-712)
USS Gyatt (DD-712/DDG-1) — эскадренный миноносец типа «Гиринг», большую часть своей службы в составе ВМФ США использовавшийся как экспериментальный корабль. После реконструкции 1955 года, в процессе которой он был вооружён ЗРК «Терьер», корабль стал первым в мире ракетным эсминцем.
Назван в честь рядового морской пехоты Эдварда Гьятта, погибшего во время высадки десанта на о. Гуадалканал.

## История службы

### 1944—1955
Корабль был построен на верфи Federal Shipbuilding and Drydock Co. в Кирни (шт. Нью-Джерси). После испытательного плавания в Карибское море прибыл в Норфолк для несения службы на восточном побережье США. Принимал участие в тренировочных операциях в составе авианосных групп в Мексиканском заливе и Карибском море. 24 января 1947 года отбыл из Норфолка в Уругвай и с 27 февраля по 6 марта в Монтевидео принимал участие в инаугурации президента Луиса Берреса. До возвращения в Норфолк 21 марта 1947 года нанёс визиты доброй воли в Рио-де-Жанейро (Бразилия) и Порт-оф-Спейн (остров Тринидад).
20 ноября 1947 года эсминец в составе 6-го флота был выдвинут в Средиземное море, откуда вернулся в Норфолк 2 марта 1948 года. В последующие годы он шесть раз выдвигался к побережью Северной Европы и в Средиземное море, а также выполнял локальные миссии в Атлантическом океана от Новой Шотландии и Исландии до Карибского моря.

### Реконструкция
26 сентября 1955 года эсминец прибыл на военно-морскую верфь Бостона для перестройки в ракетный эсминец. 31 октября 1955 года он был официально выведен из состава флота.
В процессе реконструкции на эсминце бал установлен ЗРК «Терьер» и первая в ВМФ США система стабилизации Денни-Брауна (англ. Denny-Brown stabilization system) с управляемыми стабилизаторами площадью 4 м². 1 декабря 1956 года эсминец был переклассифицирован как DDG-712, став, таким образом, первым в мире ракетным эсминцем. 3 декабря 1956 года эсминец вступил в строй под командованием капитана 2 ранга Чарльза Хелма (англ. Comdr. Charles F. Helme, Jr.).

### 1956—1962
В течение последующих трёх лет эсминец находился у Атлантического побережья США, проводя интенсивное тестирование и отработку методики использования нового вооружения. 23 мая 1957 года тактический номер корабля был изменён на DDG-1, положив начало нумерации ракетных эсминцев.
28 января 1960 года он отбыл на 6-й флот, став первым ракетным эсминцем, развёрнутым за океаном. 31 августа 1960 года он прибыл в новый порт базирования Чарльстон (штатЮжная Каролина).
5—10 ноября 1960 года и 24—26 апреля 1961 года корабль участвовал в проекте «Меркурий», для чего был оснащён оборудованием для подъёма из воды спускаемых модулей космических кораблей.
3 августа 1961 года, во время Берлинского кризиса, эсминец отбыл в Средиземное море для усиления 6-го флота, откуда вернулся 3 марта 1962 года, продолжив тренировки в районе Чарльстона.

### 1962—1970
29 июня 1962 года «Гьятт» прибыл на военно-морскую верфь Чальстона для реконструкции, в процессе которой ракетное оружие было демонтировано, и вместо него установлена аппаратура, необходимая для работы корабля в составе Сил оперативного тестирования и оценки (OPTEVFOR). 1 октября 1962 года корабль был реклассифицирован в обычный эсминец, бортовой номер изменился с DDG-1 на DD-712. Реконструкция была завершена 1 января 1963 года, после чего эсминец прибыл в Норфолк и до 1967 года находился в составе OPTEVFOR, осуществляя тестирование вооружения и оборудования различного назначения. Он участвовал также в противолодочном патрулировании и обучении матросов и офицеров тактике применения ракетного оружия.
В 1968 году «Гьятт» был выведен в резерв и прибыл в новый порт приписки Вашингтон (округ Колумбия). 22 октября 1969 года он был расформирован, а 11 июня 1970 года потоплен в качестве мишени у побережья Вирджинии.